# Nguyễn Ty
Nguyễn Ty (sinh 1942) là đại biểu Quốc hội Việt Nam khóa X. Ông thuộc đoàn đại biểu Bắc Giang.
Tên thường gọi: Nguyễn Ty
Ngày sinh: 26/12/1942
Giới tính: Nam
Dân tộc: Kinh
Tôn giáo: Không
Quê quán: Xã Thọ Xương, thị xã Bắc Giang, Bắc Giang
Trình độ chuyên môn: Phó tiến sĩ Kinh tế
Nghề nghiệp, chức vụ: Phó chủ tịch Hội đồng Trung ương Liên minh các Hợp tác xã Việt Nam, Ủy viên Ủy ban Kinh tế và Ngân sách của Quốc hội
Nơi làm việc: Hội đồng Trung ương Liên minh các Hợp tác xã Việt Nam.
Nơi ứng cử: Bắc Giang
Đại biểu Quốc hội khoá: X
Đại biểu chuyên trách: Không
Đại biểu Hội đồng Nhân dân: Không